# Hrishikesh Desai
Hrishikesh Desai ist ein Koch.

## Werdegang
Er arbeitete zunächst bei Olivier Roellinger in Frankreich, musste jedoch aufgrund von Visaproblemen nach Indien zurückkehren. Er lernte 10 Jahre bei Hywel Jones im Lucknam Park, wo er 2006 zur Verleihung eines Michelin-Sterns beitrug. 2009 gewann er die Roux Scholarship und absolvierte ein Praktikum im The French Laundry von Thomas Keller. Im selben Jahr wurde er zum National Chef of the Year gekürt.
2015 gewann er in der BBC-Serie Chefs on Trial die Stelle als Küchenchef im Gilpin Hotel, wo er das Restaurant Hrishileitete und 2016 seinen ersten eigenen Michelin-Stern erhielt. Zudem verantwortete er das panasiatische Restaurant Gilpin Spice. Er trat zweimal bei Great British Menu auf und wurde Mitglied der Royal Academy of Culinary Arts. 2022 verließ er das Gilpin Hotel, um unabhängiger arbeiten zu können, und übernahm im Februar 2023 die Position des Chef Patron im Farlam Hall Hotel in Cumbria.
2024 erhielt er einen Stern für das Restaurant The Cedar Tree im Farlam Hall Hotel, den er bis heute hält.